# کرت نیلسن
کرت نیلسن (انگلیسی: Kurt Nilsen؛ زاده ۲۹ سپتامبر ۱۹۷۸) یک موسیقی‌دان اهل نروژ است.